# 丘恩丘帕尔莱
丘恩丘帕尔莱（Chunchupalle），是印度安得拉邦Khammam县的一个城镇。总人口18967（2001年）。

## 人口
该地2001年总人口18967人，其中男性9515人，女性9452人；0—6岁人口2036人，其中男1041人，女995人；识字率69.64%，其中男性为76.18%，女性为63.04%。